# Pärnu
Pärnu (česky též Pernov nebo Pernava, německy Pernau, rusky Пярну, dříve Пернов, polsky Parnawa, lotyšsky Pērnava) je město ležící v Pernovském zálivu v jihozápadním Estonsku. Pärnu je významným prázdninovým letoviskem s mnoha hotely, restauracemi a dlouhými písečnými plážemi. Městem protéká stejnojmenná řeka. Na starších českých mapách se občas v důsledku přepisu přes ruštinu objevuje chybný název Pjarnu.

## Administrativní členění
Statutární město (jedna ze 79 samosprávných estonských obcí) sestává kromě samotného města z řady dalších sídel. Jedná se o městečka Audru, Tõstamaa, městysy Paikuse, Lavassaare a 49 obcí Ahaste, Alu, Aruvälja, Eassalu, Ermistu, Jõõpre, Kabriste, Kastna, Kavaru, Kihlepa, Kiraste, Kõima, Kõpu, Kärbu, Lao, Lemmetsa, Liiva, Lindi, Liu, Lõuka, Malda, Manija, Marksa, Männikuste, Oara, Papsaare, Peerni, Pootsi, Põhara, Põldeotsa, Põlendmaa, Päraküla, Rammuka, Ranniku, Ridalepa, Saari, Saulepa, Seliste, Seljametsa, Silla, Soeva, Soomra, Tammuru, Tuuraste, Tõhela, Tõlli, Valgeranna, Vaskrääma, Värati. Rozloha statutárního města je 857,9 km², v roce 2020 mělo 50 914 obyvatel.

## Dějiny
Ve středověku se na území dnešního Pärnu nacházela dvě města. Starší z nich – Staré Pärnu (Vana-Pärnu) – založili členové Řádu německých rytířů roku 1251 při ústí řeky Saugy jako sídelní místo biskupství a roku 1256 se připomíná hrad. Po té, co v roce 1263 město vypálili Litevci, přesunul se biskup na sever do Haapsalu. Staré Pärnu zůstalo samostatné až do roku 1599, kdy se sloučilo s Novým Pärnu.
Nové Pärnu (Uus-Pärnu) vzniklo v podhradí křižácké pevnosti prvně zmíněné roku 1265. Město se rychle rozvíjelo, neboť leželo na důležité obchodní cestě do Novgorodu. Městská práva získalo roku 1318. Bylo obehnáno hradbami a stalo se i členem hanzy.
Význam města neupadal ani v pozdním středověku. V období švédské nadvlády bylo sem na čas (1699–1710) přesídlila i Tartská univerzita. V 18. a 19. století bylo Pärnu důležitým obchodním přístavem vyvážejícím zejména len a dřevo; ve významu město soupeřilo s Tallinnem. Ve stejné době se město stalo významným centrem estonského národního osvobození. Dlouhá léta zde žil národní buditel Johann Voldemar Jannsen, který zde v letech 1857–1886 vydával první estonsky psané noviny Pärnu Postimees (v originále Perno Postimees ehk Näddalileht).
Další rozmach města od 2. poloviny 18. století znamenal výstavbu letních domů a pravoslavného chrámu za vlády carevny Kateříny Veliké. Za napoleonských válek bylo město obsazeno armádou a vyplundrováno. V meziválečném období pokračoval rozvoj lázeňství. V září roku 1944 obsadila město Rudá armáda  a zlikvidovala německé velení. 
Roku 1996 získalo Pärnu čestný titul letního hlavního města.

## Lázně
Historie místních lázní se začala psát roku 1837, kdy skupina místních podnikatelů proměnila osamělý hostinec v blízkosti pláže v lázeňské zařízení. Tato dřevěná budova byla poprvé otevřena v roce 1838. Měla 5–6 místností, ve kterých si hosté v létě dopřávali horkou lázeň v mořské vodě a v zimě tradiční estonskou saunu. Původní budova byla zničena během první světové války. V roce 1927 na jejím místě vyrostla současná budova bahenních lázní.
V současnosti se v bahenních lázních léčí zejména kloubní potíže, poruchy míchy, periferní a centrální nervové soustavy a gynekologická onemocnění. Lázeňské procedury zahrnují hydroterapii, bahenní koupele, léčbu zemním voskem, masáže, laserovou terapii, elektroterapii, lymfatickou a inhalační léčbu a aromaterapii.
V současnosti je Pärnu lázeňským centrem evropského významu a členem Evropské lázeňské asociace. Ročně se zde vystřídají desítky tisíc hostů z více než 50 zemí světa.

## Památky a turistika
- Středověké městské opevnění se zbytky bastionů, Červená věž (Punane torn) z 15. století a Tallinnská brána (Tallinna värav) ze 17. století
- Chrám sv. Kateřiny ruské pravoslavné církve, roku 1786 založila carevna Kateřina Veliká.
- Katolický kostel sv. Alžběty.
- Secesní vila Ammende z počátku 20. století ve vilové čtvrti.
- Rannahotell (1937) a Rannakohvik (kavárna) (1940) funkcionalistické stavby z období meziválečného rozkvětu.
- Písčitá pláž v délce několika kilometrů (je držitelem modré evropské vlajky); teplota nepříliš slaného moře se v červenci-srpnu pohybuje kolem 20–25 °C. Většinu turistů tvoří Finové a Estonci.
- Na pobřeží u pláže v mokřadových loukách ve čtvrti Rannarajoon se nachází Naučná stezka Pobřežní louka Pärnu (Pärnu rannaniidu matkarada).

## Galerie

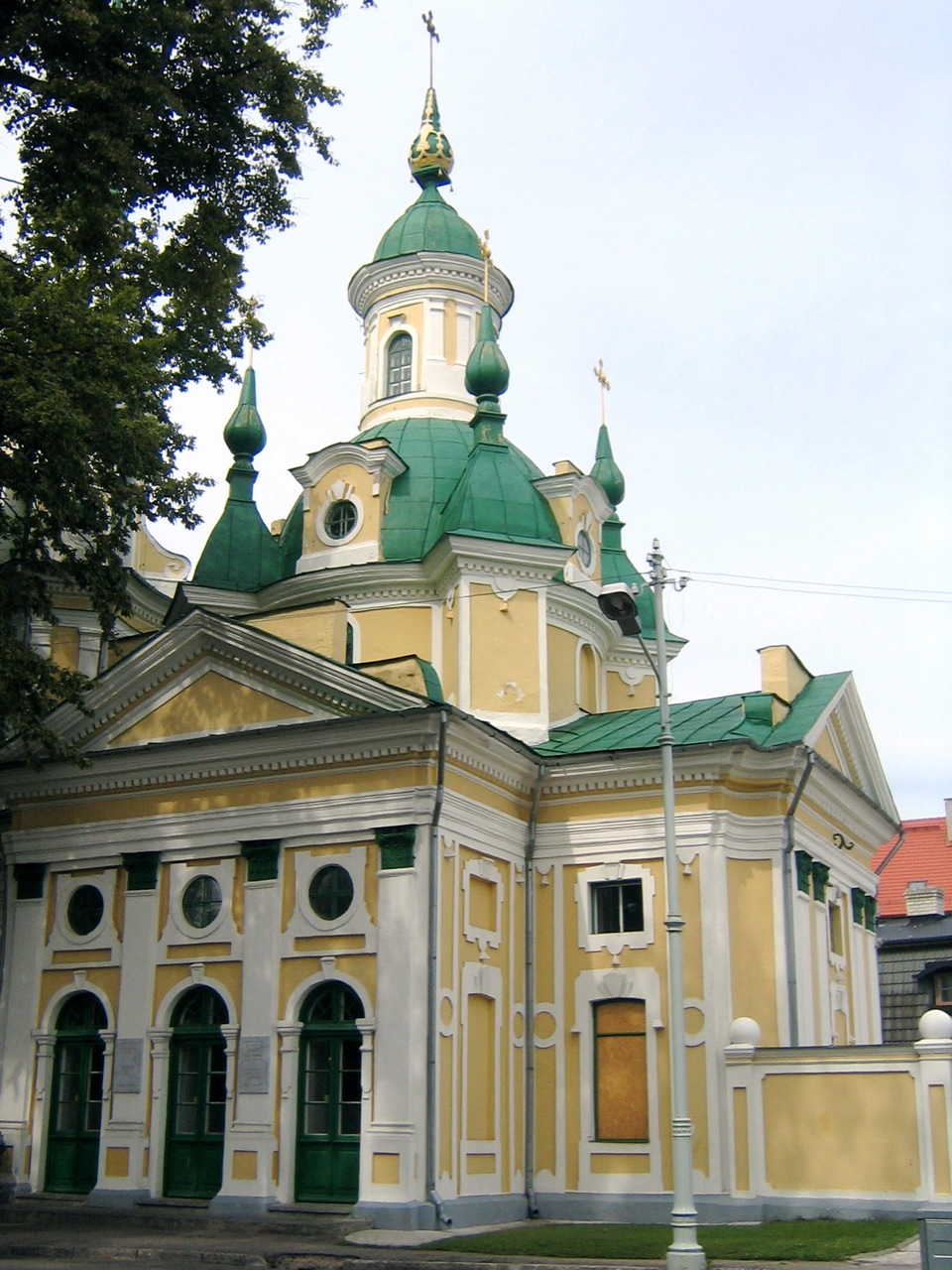
Pravoslavný chrám sv. Kateřiny
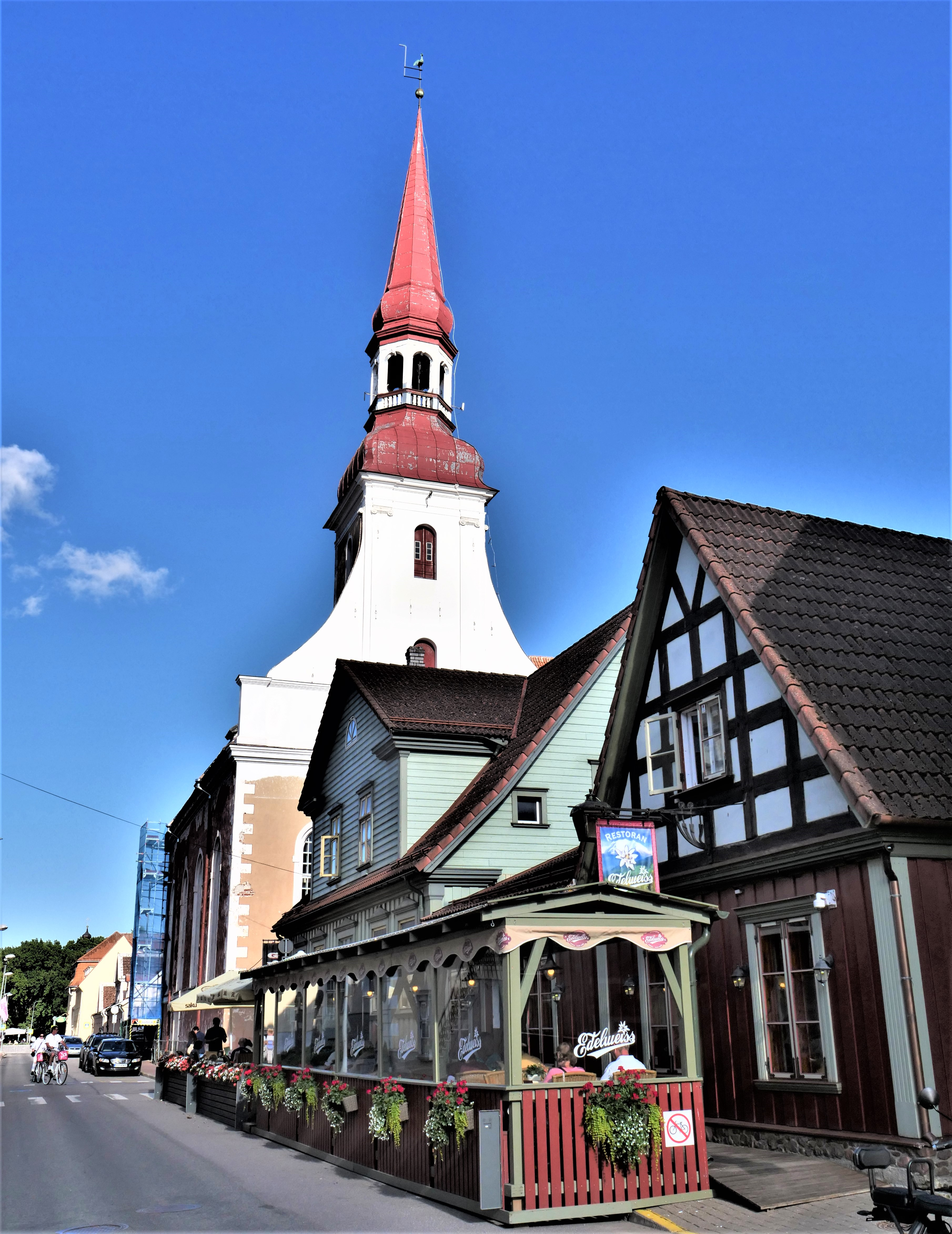
Kostel sv. Alžběty
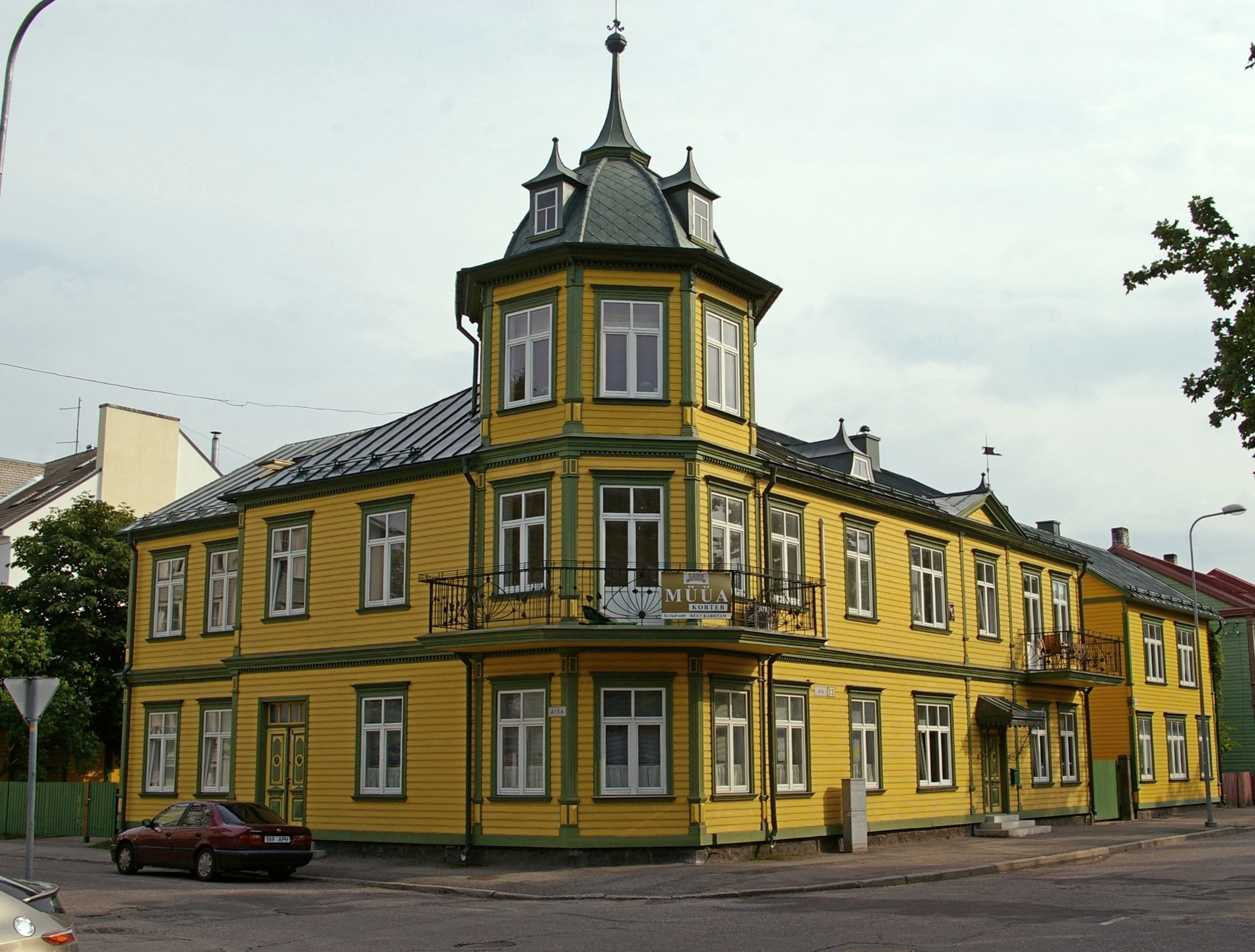
Typický dřevěný dům
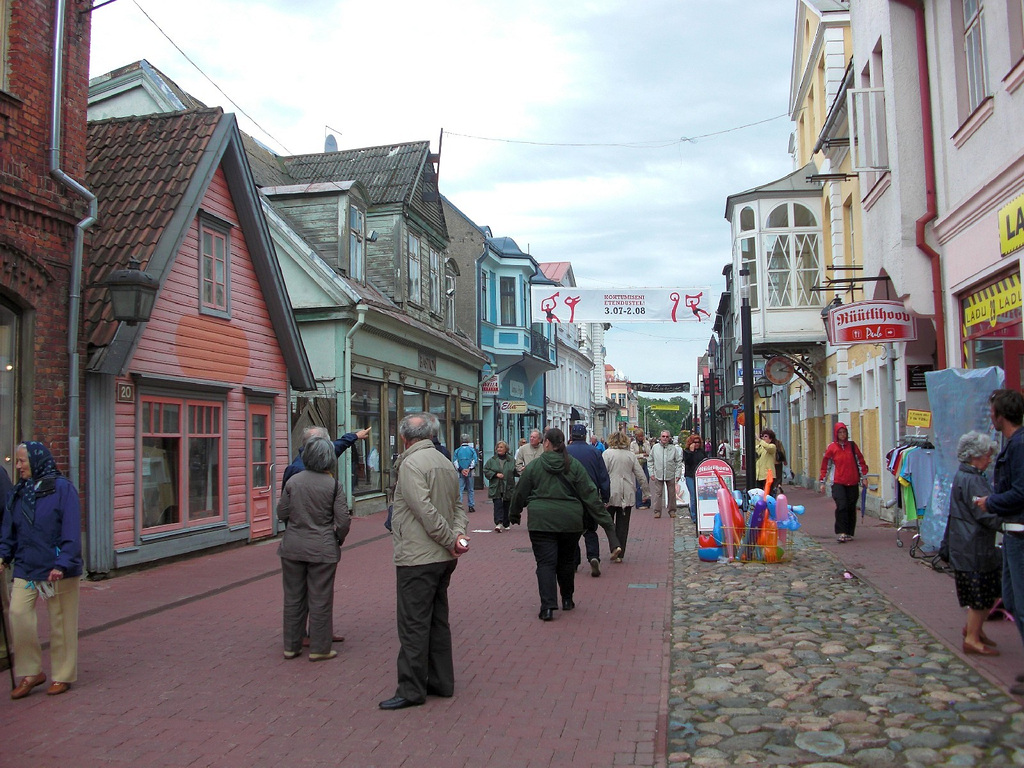
Ulice
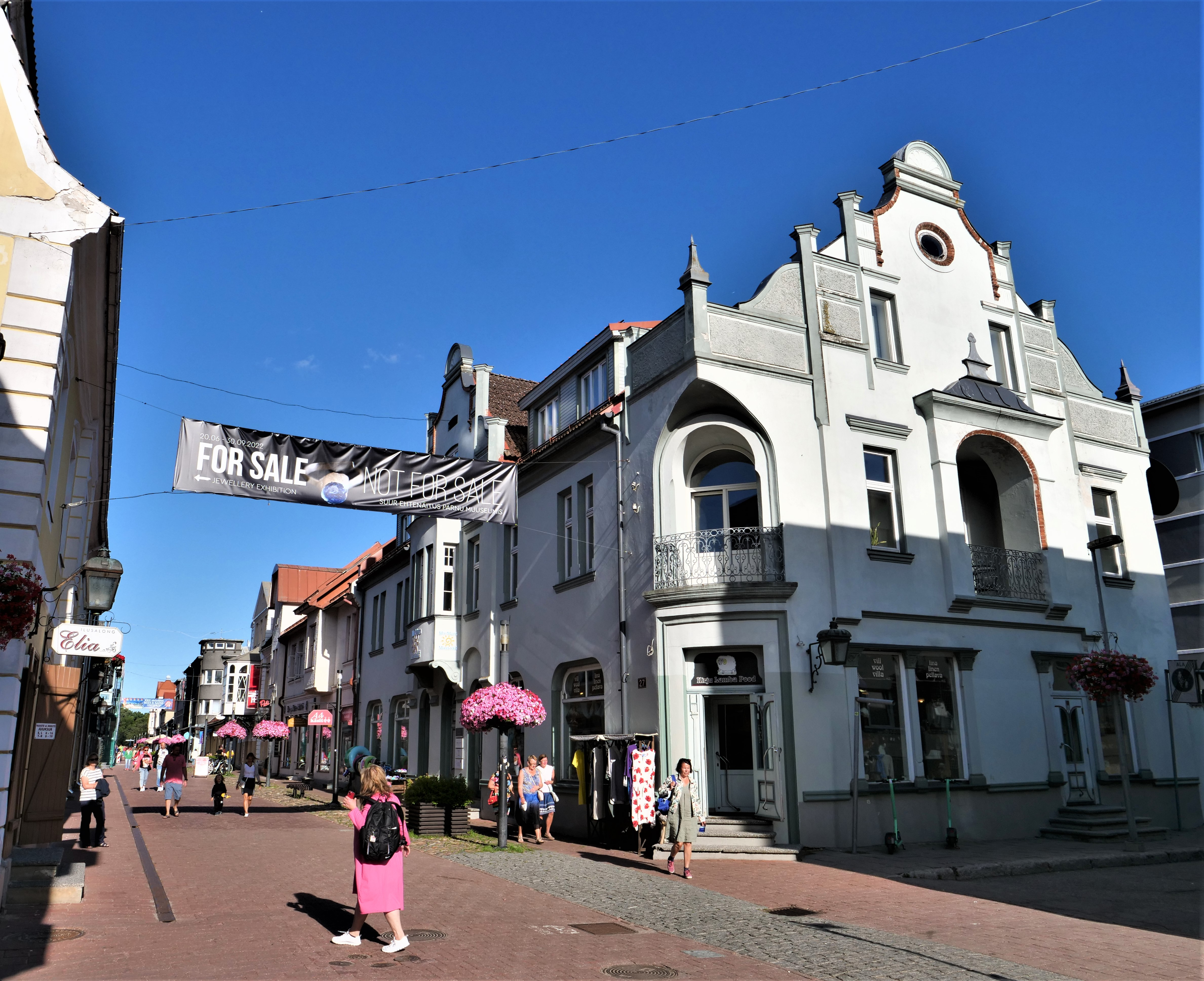
Ulice
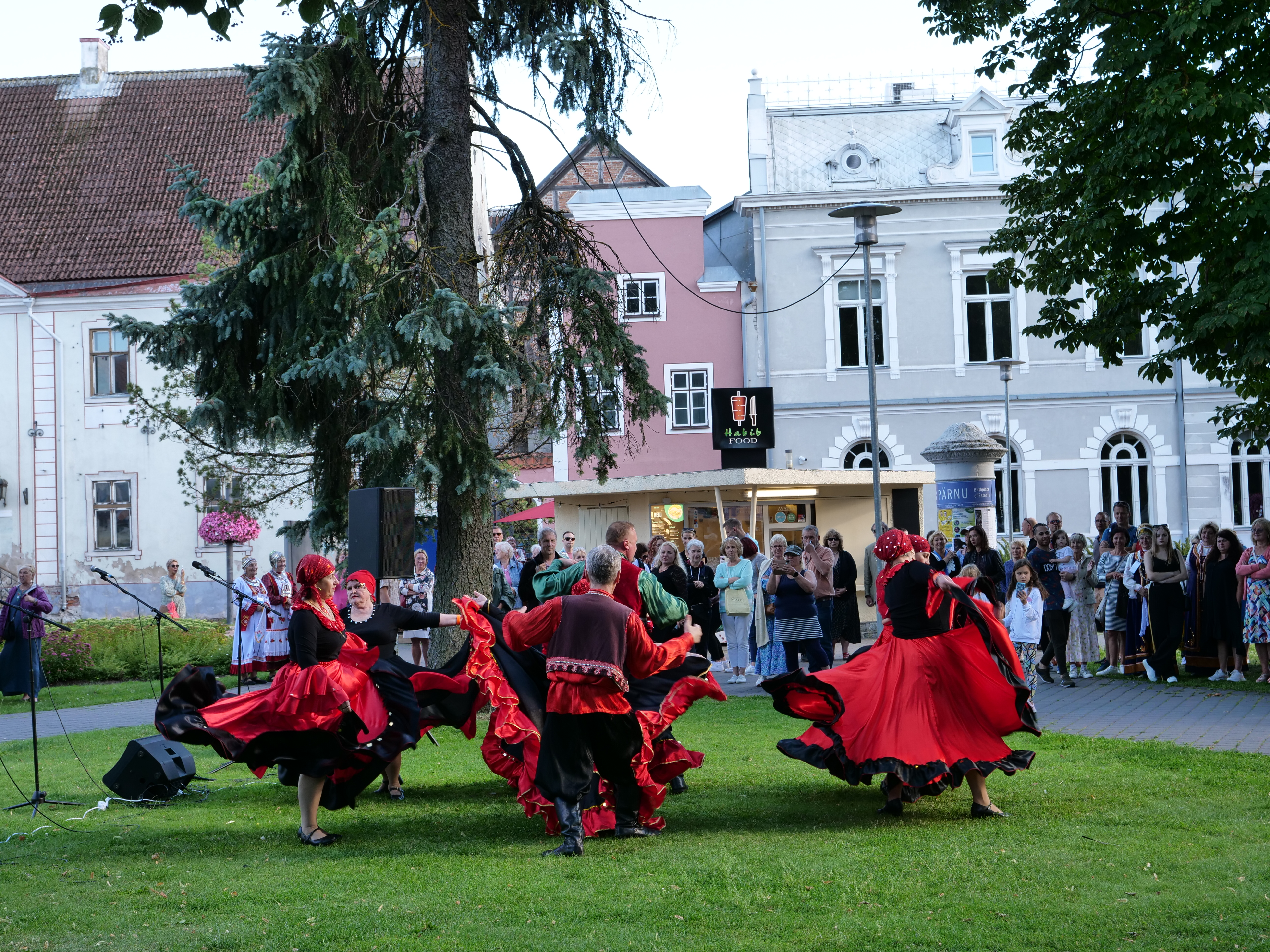
Folklórní festival
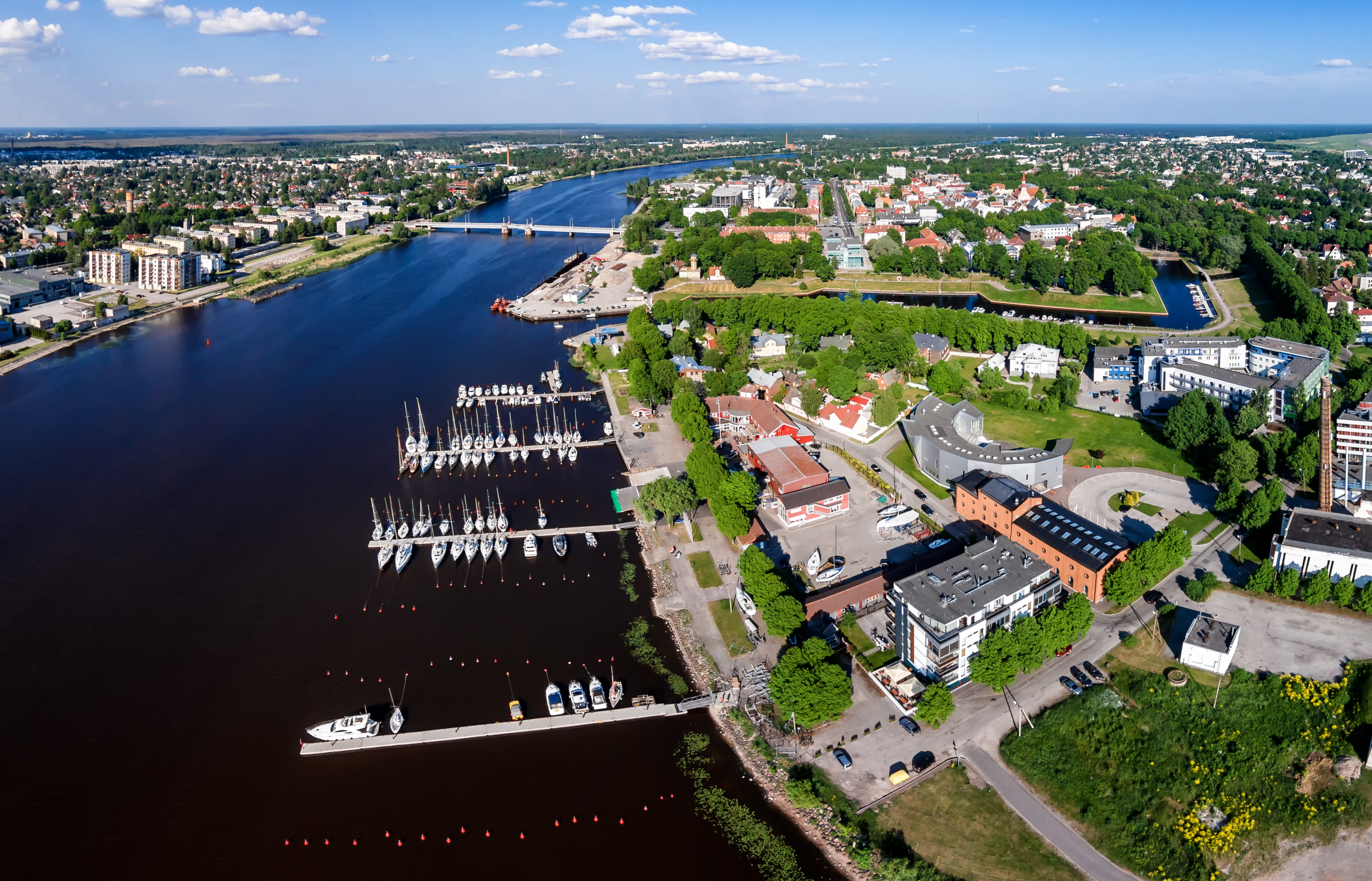
Přístav
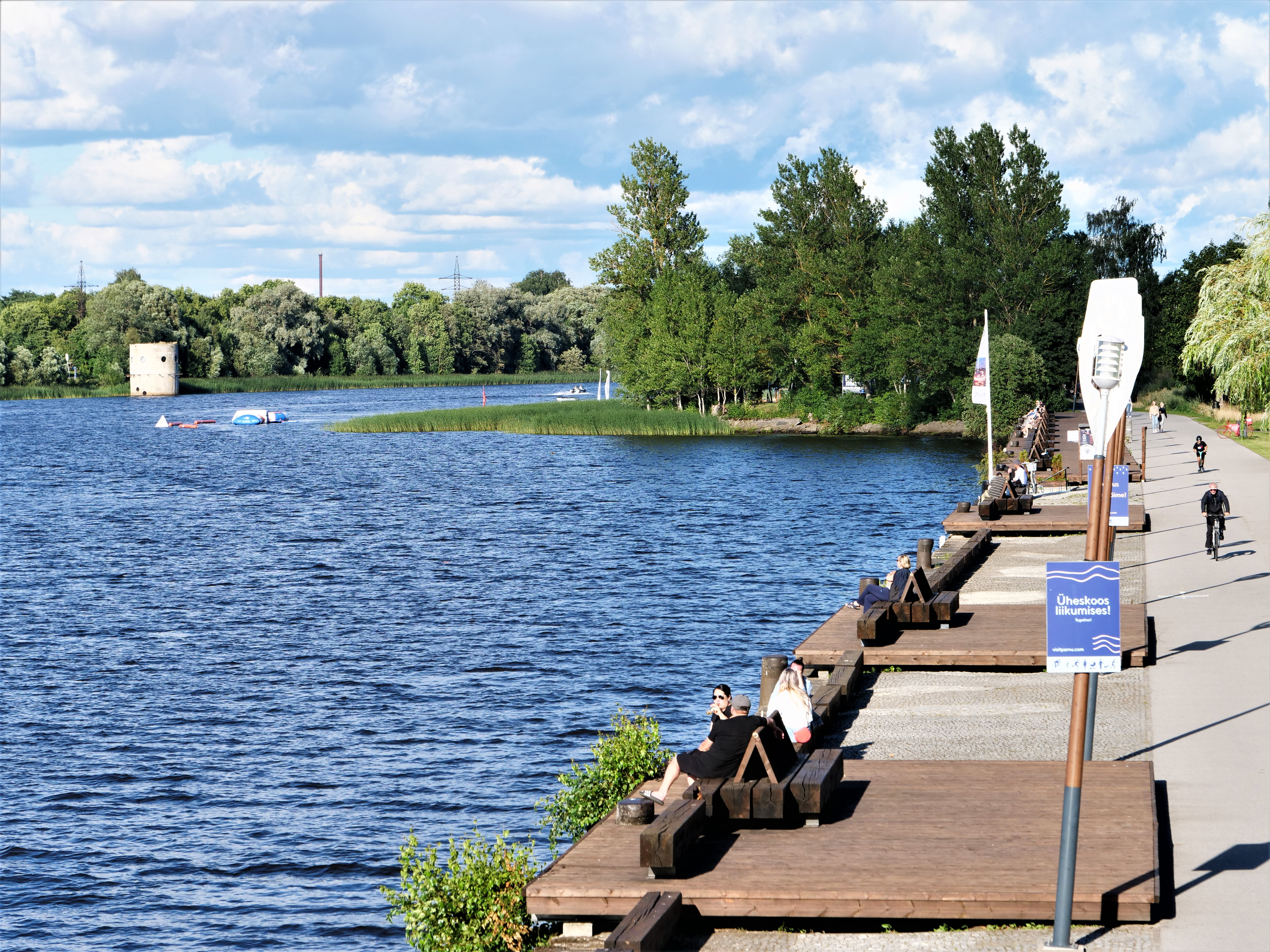
Nábřeží řeky Pärnu

## Partnerská města
- Gran, Norsko
- Helsingborg, Švédsko
- Helsingør, Dánsko
- Jelgava, Lotyšsko
- Narva, Estonsko
- Ocean City, USA
- Oskarshamn, Švédsko
- Portsmouth New Hampshire, USA
- Siófok, Maďarsko
- Soči, Rusko
- Södertälje, Švédsko
- Šiauliai, Litva
- Vaasa, Finsko